# Півень Олександр Юхимович
Півень Олександр Юхимович (16.06.1872—07.04.1962) - український етнограф , поет,прозаїк,драматург..Збирач і видавець українського фольклору на Кубані. Народився в станиці Павлівська (нині станиця Краснодарського краю, РФ) в сім'ї псаломника. Навчався в станичній школі, а згодом — у Єкатеринодарському духовному училищі.

## Життєпис
Працював писарем у різних станицях, 2 роки отаманував у станиці Павлівська. Допомагав відомому етнографу М. Дикаріву збирати етнографічний матеріал, а після його смерті продовжив цю роботу самостійно. Починаючи з 1904, Півень опублікував українською мовою збірки кубанського фольклору «Сім кіп брехеньок», «Торбина сміху та мішок реготу», «Чорноморські витребеньки, або три мішки гречаної вовни», «Козацькі жарти та сміхи усім людям для втіхи», «Козацькі розваги», «Збираниці повний міх на забаву та на сміх» та ін. у вид-вах Києва, Москви, Харкова. До збірок входили твори Т.Шевченка, М.Вороного, Я.Жарка та ін. укр. літераторів. Частина збірок становила зібрання укр. пісень.
У березні 1920 Півень емігрував на о-в Лемнос (Греція), а 1921 — в Югославію. Співпрацював у журналах «Казачьи думы», «Вольная Кубань», «Путь казачества», «Вольное казачество». Наприкінці 1930-х рр. поселився в Німеччині, жив у будинку престарілих. Цілком присвятив себе філософії та релігії, іноді публікував свої твори в козацьких виданнях: «Кубанський край» (Канада), «Козаче життя» (США) та ін.
Діти Олександра Півня залишилися у СРСР и здебільшого були репресовані.
В останні роки життя систематизував усе написане в рукописному 2-томнику «Кубанський кобзар».
Помер у Дармштадті (Німеччина).